# Tipula aberdareica
Tipula aberdareica är en tvåvingeart. Tipula aberdareica ingår i släktet Tipula och familjen storharkrankar.

## Underarter
Arten delas in i följande underarter:
- T. a. aberdareica
- T. a. ulugurica